# Kanker-gerelateerde vermoeidheid
Kankergerelateerde vermoeidheid of Cancer-related fatigue (CRF) is een lichamelijke, emotionele en cognitieve vermoeidheid die gelinkt wordt met kanker en vermoeidheid die plaats vindt tijdens en na de behandeling (zoals chemotherapie en radiotherapie).
Vermoeidheid is een vaak voorkomend symptoom bij kanker met een prevalentie tot 90% van alle kankerpatiënten. Toch is het vaak een onder gediagnostiseerd symptoom van kanker.
Men kan kankergerelateerde vermoeidheid scoren via verschillende schalen. Een voorbeeld van een schaal die men kan gebruiken is de EORTC fatigue subscale of de kanker gerelateerde vermoeidheid schaal (CFS). Deze schaal kan gebruikt worden om de vermoeidheid te scoren op 15 items en 3 subcategorieën (fysiek, emotioneel en cognitieve vermoeidheid). Hoe hoger de score, hoe hoger de vermoeidheidsklachten zijn.

## Onderzoek/ interventies

### Lichaamsbeweging (Aerobeoefeningen)
Uit onderzoek is gebleken met een matige zekerheid dat fysieke oefeningen met een lage intensiteit en een lange duur (bv.wandelen, fietsen of zwemmen), vermoeidheid in lichte mate kan verminderen. Bij onderzoek bij vrouwen met borstkanker is het effect van lichaamsbeweging op vermoeidheid duidelijker aangetoond. Deze oefeningen kunnen ervoor zorgen dat het brein en het lichaam relaxeert. Ook kan dit slapenloosheid verlagen.

### Cognitieve gedragstherapie
Cognitieve gedragstherapie is een combinatie van cognitieve therapie en gedragstherapie. Uit een onderzoek dat men heeft gedaan (met 10 individuele sessies) bleek, dat deze therapie de vermoeidheid kan doen verminderen en de kwaliteit van leven kan verbeteren.

### Corticosteroïden
In een recent onderzoek werd het gebruik van corticosteroïden getest om het gevoel van de kankergerelateerde vermoeidheid te doen dalen. In dit onderzoek sprak men van een goed effect op de vermoeidheid. Toch is er, volgens een groter artikel dat meerdere studies vergelijkt, nog niet voldoende bewijs dat het gebruik van deze geneesmiddelen echt de kanker gerelateerde vermoeidheid doet dalen.